# Топтушинська сільська рада
Топту́шинська сільська рада (рос. Топтушинский сельский совет) — сільське поселення у складі Тогульського району Алтайського краю Росії.
Адміністративний центр та єдиний населений пункт — село Топтушка.

## Населення
Населення — 172 особи (2019; 223 в 2010, 344 у 2002).